# روبرت إنكه
روبرت إنكه (بالألمانية: Robert Enke)؛ (24 أغسطس 1977 - 10 نوفمبر 2009)، حارس مرمى كرة قدم ألماني. لعب في ابرز الأندية الأوروبية وفي عدة بلدان، فلعب في برشلونة الأسباني وبنفيكا البرتغالي وفنربخشه التركي، ولكن جاءت غالبية ظهوره في الجانب الألماني مع نادي هانوفر 96 في وطنه ألمانيا.
حظي بلعب ثمانية مباريات مع منتخب ألمانيا لكرة القدم من 2007 إلى 2009 وكان ضمن المنتخب الوطني الألماني الذي حل وصيفاً لبطولة الأمم الأوروبية 2008.

## مسيرته الرياضية
بدأ إنكه لعب كرة القدم منذ سن مبكرة، لعب في البداية كمهاجم، قبل أن يتحول إلى حراسة المرمى، حيث أظهر موهبة واضحة. انضم إلى فريق كارل زايس جينا في عام 1985 بعد أداء مثير للإعجاب أثناء اللعب ضدهم في مباراة فريق الشباب لصالح إس في جينافارم.
ارتقى في صفوف الشباب في النادي، وفي عام 1993، لعب مع منتخب ألمانيا تحت 15 عامًا ضد إنجلترا على ملعب ويمبلي. انتهت المباراة بنتيجة 0–0، حيث تلقى إنكي الثناء على التصديات المتعددة التي قام بها طوال المباراة. في عمر 17 عامًا، وقع إنكه أول عقد احترافي له مع نادي كارل زايس جينا.
شق إنكي طريقه إلى الفريق الأول في كارل زايس جينا خلال موسم 1995-96. ظهر لأول مرة على المستوى الاحترافي في 11 نوفمبر 1995، ضد ناديه المستقبلي هانوفر 96 في دوري الدرجة الثانية الألماني. وحصل على الفرصة بعد أن تعرض النادي لفشلين متتاليين أمام دويسبورغ وبوخوم، مما دفع المدرب إيبرهارد فوغل إلى استبعاد الحارس الأول السابق ماريو نيومان لصالح الشاب إنكه. لعب إنكه ثلاث مباريات خلال نوفمبر 1995، لكن نيومان عاد إلى الفريق بعد هذه الفترة ولم يظهر إنكه مع الفريق الأول مرة أخرى في ذلك الموسم.

## مسيرته الدولية
مثل إنكه بلاده لأول مرة في عام 1997 أثناء اللعب مع بوروسيا مونشنغلادباخ، وشارك مع المنتخب الألماني تحت 21 عامًا واحتفظ بالقميص رقم واحد لبقية الموسم، ولعب 15 مرة في المجموع. لفت أداءه الرائع انتباه مدرب المنتخب الوطني السابق إريك ريبيك الذي استدعاه في تشكيلة الفريق لكأس القارات 1999، على الرغم من أنه لم يشارك في أي مباراة.
توقفت مسيرته الدولية عندما غادر ألمانيا وظل خارج نطاق الاهتمام حتى عودته إلى الدوري الألماني. الإشادة المتزايدة التي تمتع بها جعلته يتنافس على تشكيلة كأس العالم لكرة القدم 2006، تحت قيادة يورغن كلينسمان، على الرغم من أنه غاب في النهاية. نجح في اقتحام الفريق بعد فترة وجيزة، تحت قيادة المدرب الجديد يواكيم لوف، حيث تم اختياره لمباراة ودية ضد جورجيا، وبعد الاختيار الأول أصيب ينس ليمان بالأنفلونزا في مباراة ضد قبرص.
ظهر لأول مرة على المستوى الدولي مع منتخب ألمانيا في المباراة الودية التي خسرها أمام الدنمارك بنتيجة 0-1 في دويسبورغ في 28 مارس 2007. وبعد المزيد من المباريات، تم اختياره لتشكيلة يورو 2008 التي ستتنافس في النمسا وسويسرا. ومع ذلك، ظل إنكه بديلاً غير مستخدم طوال البطولة التي شهدت حصول ألمانيا على المركز الثاني.

## حياته الخاصة
تزوج إنكه من لاعبة الخماسي الحديث السابقة تيريزا ريم وأنجبا ابنة (لارا)، التي ولدت بعيب خلقي في القلب يعرف باسم (متلازمة القلب الأيسر ناقص التنسج). أصيبت الطفلة بالصمم بسبب الأدوية المستخدمة لعلاج مشاكل القلب. وبالرغم من نجاح جراحة زراعة القوقعة الصناعية التي أجرتها، إلا أنها توفيت في عام 2006 بسبب مضاعفات عيوب القلب. وفي مايو 2009، تبنى الزوجان طفلة اسمها ليلى. عاش إنكه مع عائلته في مزرعة صغيرة في إمبيدي، بالقرب من نويشتات أم روبنبرج، حتى وفاته في نوفمبر 2009.
شارك إنكه وزوجته في العديد من حملات حقوق الحيوان، وكانا يمتلكان العديد من الحيوانات الأليفة.

## وفاته
في مساء يوم 10 نوفمبر 2009، انتحر إنكه بشكل مأساوي عن عمر يناهز 32 عامًا وهو واقف أمام قطار سريع عند تقاطع مستوى في إيلفيس، نيوستادت أم روبنبرج. أكدت الشرطة اكتشاف رسالة انتحار، لكنها لم تنشر تفاصيلها. وكشفت أرملته تيريزا أن زوجها يعاني من الاكتئاب منذ ست سنوات ويعالجه طبيب نفسي. أثر فقدان ابنته لارا في عام 2006 عليه بشكل كبير، ووجد صعوبة في التغلب على الحزن العميق.

## روابط خارجية
- روبرت إنكه على موقع الاتحاد الدولي (مؤرشف)  (الإنجليزية)
- روبرت إنكه على موقع اتحاد تركيا (لاعب) (الإنجليزية)
- روبرت إنكه على موقع إي إس بي إن إف سي (الإنجليزية)
- روبرت إنكه على موقع قاعدة بيانات كرة القدم.إي يو (الإنجليزية)
- روبرت إنكه على موقع بيانات كرة القدم. دي إي (الألمانية)
- روبرت إنكه على موقع ليكيب (الفرنسية)
- روبرت إنكه على موقع ناشيونال فوتبول تيمز (الإنجليزية)
- روبرت إنكه على موقع Soccerway.com (الإنجليزية)
- روبرت إنكه على موقع عالم كرة القدم.نت (الإنجليزية)
- روبرت إنكه على موقع كووورة